# De Nalgas
De Nalgas es una banda del género punk formados en el año 2010. Es conocida por sus letras antisistema y críticas hacia el gobierno. Han editado 2 EP los cuales fueron recopilados en un LP por la disquera Terrícolas Imbéciles bajo el nombre Split, ambos producidos por Paco Ayala de Molotov en "Topetitud Estudio" incluyendo el sencillo "No Me Calles". En noviembre de 2014 se estrenó su sencillo "Vergaviota" el cual sería parte de su siguiente producción. El 9 de noviembre de 2015 mediante la cuenta de Twitter de Terrícolas Imbéciles se anunció el nombre de su nuevo disco "Vulgar Dulce Hogar", el cual se lanzó el 28 de octubre de 2016. Dos semanas después, el 11 de noviembre De Nalgas, estrenan su video "Pare de Sufrir, Pare de Mamar". El clip, dirigido por Mauricio Barrientos "El Diablito", es una crítica dura, directa e irreverente a la escena del rock en México y a la religión. En él podemos ver a músicos como León Larregui, Rubén Albarrán, Álex Lora, etc. y a otras personalidades como Yuya, Werevertumorro y muchos más. El 29 de mayo de 2017 estrenan el polémico video para el tema "Con Dinero Baila El Perro", en el que la banda y los moneros Rapé (Milenio, El Chamuco y los Hijos del Averno), Helguera (La Jornada, Proceso, El Chamuco y los Hijos del Averno) y Hernández (Milenio, La Jornada, Proceso, El Chamuco y los Hijos del Averno) retan a la censura con este material para decir con todas sus letras: "¡estamos hasta la madre y no nos van a parar!". 

## Discografía
- Apaga la Televisión EP (2010)
- IVA México EP (2011)
- Split (2013) [Terrícolas Imbéciles]
- Vulgar Dulce Hogar (2016) [Terrícolas Imbéciles]
- Desobedece el Orden Pt.2 EP (2018)
- Pandemia y Circo EP (2020)

### Sencillos
- "Promesas y Perdones" (2010)
- "IVA México" (2011)
- "No Me Calles" (2013)
- "Vergaviota" (2014)
- "Vulgar Dulce Hogar" (2015)
- "Re-Vergaviota" (2016)
- "Pare de Sufrir, Pare de Mamar" (2016)
- "Con Dinero Baila El Perro" (2017)
- "Desobedece el Orden" (2018)
- Cascajo (2020)
- Pandemia y Circo (2020)
- Peje a quien le Peje (2020)
- Llueven los Vergazos (2020)
- La Resistencia  (2020)
- Si Lo Vuelvo A Hacer (2025)

## Videografía
- "Vergaviota" (2014)
- "Vulgar Dulce Hogar" (2015)
- "Re-Vergaviota" (2016)
- "Pare de Sufrir, Pare de Mamar" (2016)
- "Con Dinero Baila El Perro" (2017)
- "Desobedece el Orden" (2018)
- "Pandemia y Circo" (2020)
- "Peje a quien le Peje" (2020)
- "Llueven los Vergazos" (2020)

## Colaboraciones
- Mexican Mafia con los Superchilangos (Paco Ayala y Randy Ebright de Molotov y Meketrefe)[1]

## Reconocimientos y méritos
El EP IVA México ganó como "Mejor Disco Punk" en la edición 2013 de los Indie-o Music Awards, también conocidos como IMAS.
Han sido parte del Conteo Reactor de las 105.7 canciones del año dos veces y han ido de tour con Molotov por Estados Unidos.
En 2017 comienzan su gira El Tren Del Mame Tour por ciudades de la República Mexicana, teniendo como teloneros a bandas locales de la escena independiente. En palabras de la banda, este es "un proyecto que llevamos trabajando unos años en la búsqueda de propagar nuestro ideal de no cerrarse en una escena ni género musical. Ha sido nuestra búsqueda personal de encontrar y generar espacios en los que bandas de todos tamaños puedan convivir, en donde diferentes públicos se junten con la misma finalidad: escuchar música, conocer nuevas bandas o propuestas y compartirlas a más gente". Las ganancias de algunos de los shows han sido donadas a causas sociales de las ciudades en las que han ofrecido conciertos.  